# John Varley (autor)
John Herbert Varley (n. 9 august 1947, Austin, Texas) este un scriitor american de literatură științifico-fantastică, câștigător al premiilor Hugo, Nebula și Locus.

## Biografie
Varley a crescut în Fort Worth, Texas, s-a mutat în 1957 în Port Arthur și a absolvit liceul din Nederland, Texas. A urmat apoi cursurile Universității din Michigan, beneficiind de o bursă de merit deoarece, dintre școlile pe care le putea alege, aceasta era cea mai îndepărtată de Texas. A început ca specializare cu fizica, apoi a trecut la limba engleză și a părăsit în cele din urmă școala înaintea împlinirii vârstei de 20 de ani, revenind în San Francisco exact la timp pentru a participa la fenomenul social "Summer of Love" care a avut loc în 1967 în Haight-Ashbury. Acolo a îndeplinit diferite slujbe necalificate, mâncând la Misiunea Sf. Anton și cerșind în fața Pieței Cala de pe strada Stanyan (închisă ulterior) înainte de a decide că scrisul este un mod mai bun de a-și câștiga existența. A ajuns în cele din urmă și la Festivalul de la Woodstock din 1969, după ce rămas în pană de benzină când mai avea de parcurs jumătate de milă. Printre locurile în care a trăit pentru o scurtă perioadă de timp se mai numără și Portland, Eugene, Oregon, New York City, din nou San Francisco, Berkeley și Los Angeles.
A scris mai multe romane (despre prima lui încercare, Gas Giant, a recunoscut că a fost "cam slabă") și numeroase povestiri, multe dintre ele aparținând istorie viitoare ("The Eight Worlds"). Acțiunea acestor povestiri se petrece după unu-două secole de la eradicarea aproape completă a oamenilor de pe Pământ de către o rasă extraterestră misterioasă și omnipotentă (care considera balenele și delfinii formele de viață superioare de pe Pământ). Dar oamenii au populat aproape toate colțurile sistemului solar, de multe ori folosind în acest scop modificări biologice radicale învățate, în principal, din spionarea comunicațiilor extratereștrilor. Speculațiile sale detaliate în legătură cu modul în care oamenii ar putea folosi descoperirile în domeniul biologiei au fost inovatoare în anii '70, la data lansării culegerii sale de povestiri The Persistence of Vision. Povestirea care dă titlul antologiei a fost recompensată cu premiile Hugo și Nebula.
"Overdrawn at the Memory Bank", o povestire din aceeași ntologie, a fost adaptată pentru televiziune în 1983 de către PBS. Alte două povestiri ("Options" și "Blue Champagne") au devenit episoade ale serialului de televiziune din 1998 Welcome to Paradox al postului Sci-Fi Channel.
Varley a petrecut câțiva ani la Hollywood, dar singurul rezultat remarcabil l-a constituit filmul Millennium, experiență despre care a declarat:
„"Prima întâlnire la care am discutat despre Millennium a avut loc în 1979. Am scris scenariul de șase ori, au existat patru regizori diferiți și cu fiecare dintre ei a trebuit să reiau totul de la capăt și să rescriu. Fiecare regizor nou avea ideile lui, din care uneori aveai de câștigat, dar de fiecare dată se pierdea ceva în acest proces, așa încât atunci când s-a ajuns la filmare o mare parte din viziune fusese pierdută."”

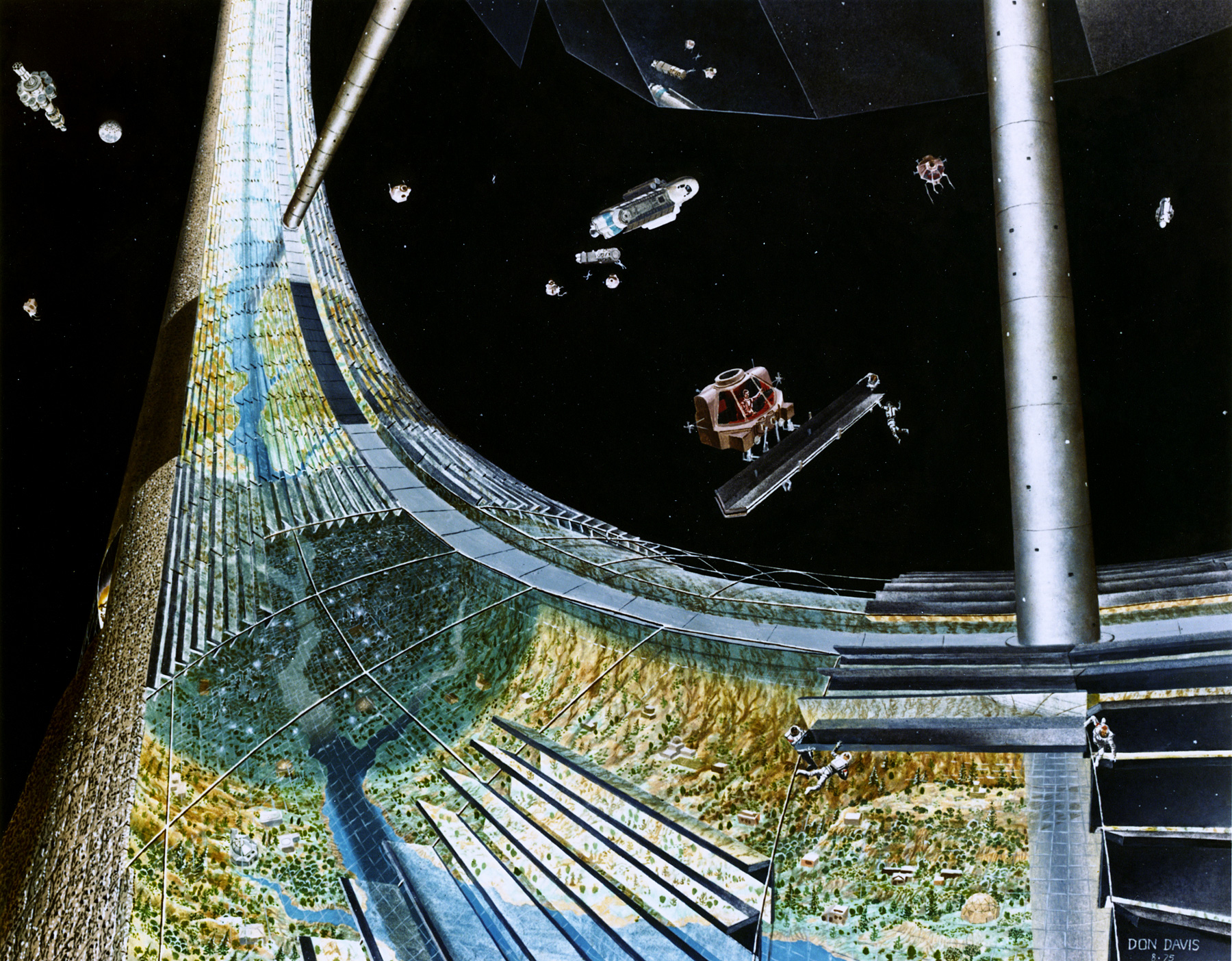
Imagine artistică a unui tor Stanford asemănător cu satelitul artificial al lui Saturn, Gaea

Varley este comparat deseori cu Robert A. Heinlein. În afara unui stil descriptiv similar, cei doi se aseamănă și în privința ideilor de societate liberă și iubire neîngrădită. Două dintre romanele sale, Steel Beach și The Golden Globe, prezintă o societate de heinleini. The Golden Globe conține și o societate care a evoluat dintr-o colonie-penitenciar de pe Pluto, din care s-a mai desprins una care s-a dezvoltat pe luna lui Pluto, Charon - situație similară celei din romanului lui Heinlein Luna e o doamnă crudă. Spre deosebire de societatea lunară a lui Heinlein, răufăcătorii lui Varley formează o societate între mafia și yakuza.
Varley s-a făcut remarcat prin personajele feminine bine conturate, lucru mai rar în science fiction, mai ales printre bărbații care scriu hard science fiction. Acest aspect este vizibil nu numai în istoria din Eight Worlds, unde schimbările de sex au devenit o rutină, ci și în alte opere ale sale. Idea schimbării de sex uzuale este un alt exemplu al temelor sexuale care dau culoare operei sale fără a o sufoca.
John Varley a mai scris și o trilogie despre o lume viitoare gânditoare care aduce cu un gigantic tor Stanford, dar are o personalitate distinctă. Cele trei volume sunt intitulate Titan, Wizard și Demon.

## Lucrări

### Romane

#### Seria Eight Worlds
- The Ophiuchi Hotline (1977) - nominalizare la premiul Locus, 1978[13]
- Steel Beach (1992) - nominalizare la premiul Hugo și Locus, 1993[14]
- The Golden Globe (1998) - câștigător al premiului Prometheus, 1999; nominalizare la premiul Locus, 1999[15]

#### Trilogia Gaea
- Titan (1979) - nominalizare la premiul Nebula, 1979;[16] câștigător al premiului Locus și nominalizare la premiul Hugo, 1980[17]
- Wizard (1980) - nominalizare la premiul Hugo și Locus, 1981[18]
- Demon (1984) - nominalizare la premiul Locus, 1985[19]

#### Seria Thunder and Lightning
- Red Thunder (2003) - câștigător al premiului  Endeavour, 2004; nominalizare la premiul Campbell, 2004[20]
- Red Lightning (2006)
- Rolling Thunder (2008)
- Dark Lightning (în pregătire)

#### Alte romane
- Millennium (1983) - nominalizare la premiul Philip K. Dick, 1983;[21] nominalizare la premiul Hugo și Locus, 1984[22]

ro. Mileniu - editura Trei 2012
- Mammoth (2005)
- Slow Apocalypse (2012)

### Culegeri de povestiri
- The Persistence of Vision (1978)
- The Barbie Murders (1980) (republicată ca Picnic on Nearside, 1984)
- Blue Champagne (1986)
- The John Varley Reader: Thirty Years of Short Fiction (2004)

### Altele
- Millennium - scenariu (1989) bazat pe povestirea "Air Raid"[23] (dar și pe romanul Mileniu)

## Premii
Varley a câștigat Premiul Hugo de trei ori:
- 1979 - Nuvelă–"The Persistence of Vision"
- 1982 - Povestire–"The Pusher"
- 1985 - Nuvelă–"Press Enter■" (Apasă tasta Enter)

și a mai fost nominalizat de douăsprezece ori.
Varley a câștigat Premiul Nebula de două ori:
- 1979 - Nuvelă–"The Persistence of Vision"
- 1985 - Nuvelă- "Press Enter■"

și a mai fost nominalizat de șase ori.
Varley a câștigat Premiul Locus de zece ori:
- 1976 - Premiul Locus Special Locus– patru nuvelete în Top 10 ("Bagatelle", "Gotta Sing, Gotta Dance", "Overdrawn at the Memory Bank", "The Phantom of Kansas")
- 1979 - Nuvelă–"The Persistence of Vision"
- 1979 - Nuveletă–"The Barbie Murders"
- 1979 - Colecție de Autor–The Persistence of Vision
- 1980 - Roman SF–Titan[17]
- 1981 - Colecție de Autor–The Barbie Murders
- 1982 - Nuvelă–"Blue Champagne"
- 1982 - Povestire–"The Pusher"
- 1985 - Nuvelă- "Press Enter■"
- 1987 - Colecție–Blue Champagne

Varley a mai câștigat Premiul Jupiter, Prix Tour-Apollo, câteva premii Seiun, Endeavour, Premiul Robert A. Heinlein-2009 și altele.